# Grandpa Elliot
Grandpa Elliot (nascido Elliot Small, 10 de julho de 1944 – 8 de março de 2022)  também conhecido como Uncle Remus, foi um veterano músico de rua em Nova Orleans, Louisiana. Ele tocava gaita, cantava e era um ícone de rua em Nova Orleans.

## Primeiros anos
Grandpa Elliott nasceu como Elliot Small em 10 de julho de 1944 em Nova Orleans, Louisiana. Crescendo no Lafitte Housing Projects, Small desenvolveu um amor pela música quando jovem, em parte para lidar com as dores de uma vida familiar infeliz. O tio de Small era um músico profissional que trabalhou com Lloyd Washington do Ink Spots, e muitas vezes deixava seu sobrinho ir ao Dew Drop Inn para ouvi-los tocar. Um dia, quando seu tio saiu para o trabalho sem sua gaita, Small a pegou e colocou na boca. "Oooh, foi horrível", disse ele, rindo. "Ele mascava tabaco. Eu tive que esterilizar aquela coisa." O tio deu uma gaita ao jovem Elliott, e ele se apaixonou pelo som da gaita de boca, aprendendo sozinho tocando junto com a música no rádio de sua mãe. Em casa, a mãe de Small privilegiava a música clássica, dando ao jovem gostos diversos desde cedo. Ensinando-se a dançar assistindo a filmes de Fred Astaire na televisão, Small começou a se apresentar nas esquinas para trocar, dançando enquanto cantava e tocando sua gaita. "Eles me trouxeram para Nova York para tocar na Broadway quando eu tinha 6 ou 7 anos, e minha mãe foi morta lá em cima", disse ele. O homem com quem viviam espancou os dois e acabou matando a mãe. Depois do ocorrido, sua avó trouxe Small de volta para Nova Orleans e deu a ele e sua irmã mais velha Frances uma boa vida. "Ela era uma doce senhora", disse ele. "Meu padrasto era um homem que não amava seu filho", disse ele. "Mas meu tio vinha até a casa e tocava gaita para mim."

## Início de carreira
Quando jovem, Small fez as rondas como cantor de soul em clubes locais. Ele gravou singles com o arranjador Wardell Quezergue, alguns dos quais estão disponíveis nas compilações de funk de Nova Orleans da Malaco e da Tuff City Records. No início dos anos 60, a família de Small mudou-se para Nova York, onde ele deu seus primeiros passos como artista profissional. Small mais uma vez tocou nas ruas entre os shows regulares, que incluíram um papel em um renascimento do palco de Show Boat, ajudou o grupo vocal da Louisiana The Dixie Cups a subir para Nova York, abriu em turnê com The Temptations e gravou alguns seus próprios singles de R&B. Um foi intitulado "I'm a Devil", gravado para a Bang! Records. A gravadora e Small promoveram o disco com aparições ao vivo enquanto usavam o que alguns fãs lembram como um traje de diabo vermelho completo com chifres e forcado. "Bem, não foi chamado de traje do diabo", disse ele. "Era um lindo terno vermelho de seda, que parecia bom. Foi um belo show." Na época, lembrou Small, ele foi anunciado como ""The Harmonica King" (O Rei da Gaita). Ele também gravou sua própria "Girls Are Made for Lovin'" em 1969, uma produção de Wardell Quezergue ("Big Q") que tem a sensação de algo feito por Curtis Mayfield ou mesmo por Smokey Robinson. Não é um disco identificável de Nova Orleans, embora tenha sido feito lá, originalmente lançado pelo selo New Sound e escolhido pela Bang. 
Small gravou o funk "E-Ni-Me-Ni-Mi-Ni-Mo" no Sea-Saint Studios em Nova Orleans, provavelmente em 1975. Small produziu a sessão e co-escreveu a música junto com Quezergue e o guitarrista Teddy Royal. Malaco comprou a master em 1976 e o lançou como um single de duas partes, que foi um fracasso comercial. Nos anos 80, Small ficou insatisfeito com a vida em Nova York, a agenda cansativa de se apresentar em clubes locais e na estrada, e o negócio da música em geral. Más decisões e contratos injustos o haviam azedado na indústria. Quando a visão em seu olho bom começou a desaparecer e tudo ficou confuso, ele assinou os direitos de uma de suas músicas. "Foi para um cara de quem eu gostava, um cara em quem eu confiava", disse ele. Small voltou para Nova Orleans e levou sua música para as ruas, onde pertenceria apenas a ele e aos transeuntes que a ouvissem.
Small desenvolveu a persona do Grandpa Elliott (Vovô Elliot), um velho vestido com um macacão de brim azul, uma camisa vermelha brilhante, barba de Papai Noel e um chapéu flexível que tocava blues na gaita e cantava para o tráfego da rua em sua esquina nas ruas Royal e Toulouse, no Bairro Francês, exatamente onde ele começou. Ele muitas vezes se juntou ao guitarrista Michael “Stoney B” Stone e eles se tornaram uma instituição em Nova Orleans para as pessoas que paravam para ouvi-los e jogar dinheiro no balde. Seu ato foi até mesmo escrito no The New York Times em 1995. Ele chegava aqui quase todas as manhãs de táxi e passava seus dias cantando suas canções comoventes e tocando sua gaita. É o lugar onde todos sabem o nome dele. "Quando me sinto doente, venho aqui para me sentir melhor", disse ele. "O Bairro Francês é meu remédio." Small disse que nem sabe qual é o gosto da cerveja e nunca tocou em drogas e a única coisa que ele fumava era o escapamento dos carros que passavam por Royal e Toulouse.
Seus ouvintes o recompensaram com notas de dólar e tesouros, como a aliança de ouro que ele usava no dedo. “Muitas pessoas andam por aí com plástico em vez de dinheiro, então jogam o que podem”, disse ele. "Alguns dos anéis que eu tiro do meu balde têm até diamantes neles.

## Playing for Change
Small não perdeu completamente a visão para o glaucoma até 2005. Foi nesse ano que o engenheiro de gravação e produtor Mark Johnson lançou um projeto chamado Playing for Change, dedicado a promover a unidade internacional através da música. Ele começou a gravar performances de artistas de rua de todo o mundo. Johnson ouviu Small cantar o hit "Stand by Me" de  Ben E. King e imediatamente o gravou cantando a canção na Royal Street, tornando sua performance a peça central de um vídeo com performances do número por um punhado de artistas. Em 2009, depois que o vídeo "Stand by Me" foi postado online, ele acumulou 177.097.721 reproduções no YouTube (9 de março de 2022), e de repente Small teve uma audiência internacional. Small assinou uma turnê com uma banda de músicos afiliados ao projeto Playing for Change. Ele também esteve no The Tonight Show e no The Colbert Report. Ele se apresentou para uma multidão de mais de 40 000 pessoas no Dodger Stadium, Los Angeles, Califórnia, em 30 de junho de 2009, tocando "Star Spangled Banner" na gaita e cantando "God Bless America". Mais tarde naquele mesmo ano, a Playing for Change Band foi a Nova Orleans para acompanhar Small em seu CD de estreia Sugar Sweet, lançado em 3 de novembro de 2009, uma coleção eclética que inclui gospel, blues, soul e o que Small chamou de "algumas canções de amor fortes". " Keb' Mo' também acompanhou no álbum. Small é o primeiro artista a assinar contrato com a Playing for Change Records/Concord Music Group. Toda a experiência o ensinou a confiar nas pessoas novamente. "Mark Johnson mudou minha vida", disse ele. "Ele me fez levantar a cabeça." Small foi apresentado no Playing for Change em vários episódios.

## Vida pessoal
Small morreu de complicações de uma infecção de pele em 8 de março de 2022, aos 77 anos.